# Гренадерская гвардия
Гренадерская гвардия (англ. The Grenadier Guards, GREN GDS) — пехотный полк британской армии. Это самый старший полк Гвардейской дивизии и, как таковой, является самым старшим полком пехоты. Однако Гренадерская гвардия не является самым старшим полком армии, эта позиция приписывается Лейб-гвардии. Несмотря на то, что Колдстримский гвардейский полк сформировался раньше Гренадерского гвардейского, гренадеры выше по старшинству, так как Гренадерский полк был образован в 1656 году как полк роялистов-эмигрантов, а Колдстримский, будучи полком армии нового образца, стал служить Короне только после реставрации Стюартов в 1660 году.

## История
Гренадерская гвардия возникла в 1656 году в Брюгге, в Испанских Нидерландах (современная Фландрия), где из числа английских эмигрантов-роялистов формируется «полк лорда Уэнтворта» (англ. Lord Wentworth’s Regiment), целью которого была охрана тогдашнего наследника престола, принца Чарльза (впоследствии король Карл II). Несколько лет спустя было сформировано ещё одно подобное формирование, известное как гвардейский полк Джона Рассела (англ. John Russell's Regiment of Guards). В 1665 году эти два полка были объединены в 1-й полк пешей гвардии (англ. 1st Regiment of Foot Guards), состоящий из 24 рот. С тех пор Гренадерская гвардия служила десяти королям и четырём королевам, в том числе нынешнему королю Карлу III. На протяжении всего XVIII века полк принял участие в ряде кампаний, включая Войну за испанское наследство, Войну за австрийское наследство и Семилетнюю войну. В июле 1815 года, в конце наполеоновских войн, полк получил название «гренадерский».

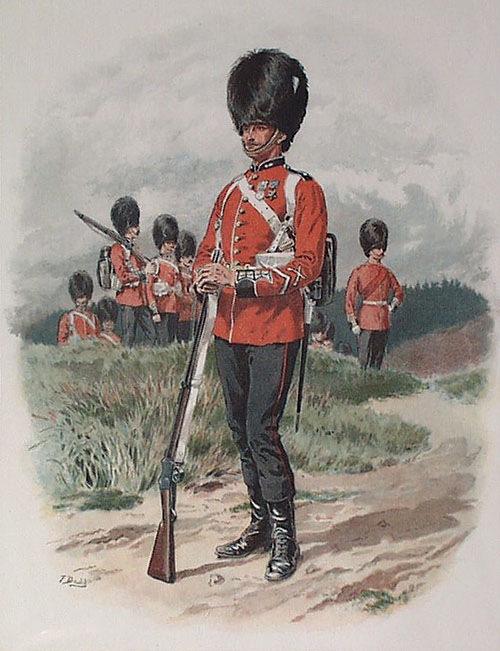
Гренадеры-гвардейцы, 1889

В викторианскую эпоху полк принимал участие в Крымской войне, участвуя в боевых действиях на реке Альма, у Инкермана и Севастополя. Четыре члена 3-го батальона за участие в Крымской войне получили Крест Виктории. Подполковник Г. Понсонби был награждён большим крестом ордена Бани. После этого гренадеры-гвардейцы принимали участие в битве при Тель-эль-Кебире во время Англо-египетской войны в 1882 году, а затем участвовали в Махдистской войне в Судане, в том числе в битве при Омдурмане. Во время Второй англо-бурской войны 2-й и 3-й батальоны были развёрнуты в Южной Африке, где принимали участие в ряде сражений, включая битвы у реке Моддер и у Белмонта, а также в ряде более мелких боёв. В 1900 году 75 человек из полка были временно прикомандированы к Четвёртому гвардейскому полку, известному как Ирландская гвардия, в честь той роли, которую ирландские полки сыграли в боевых действиях в Южной Африке.

### Первая мировая война

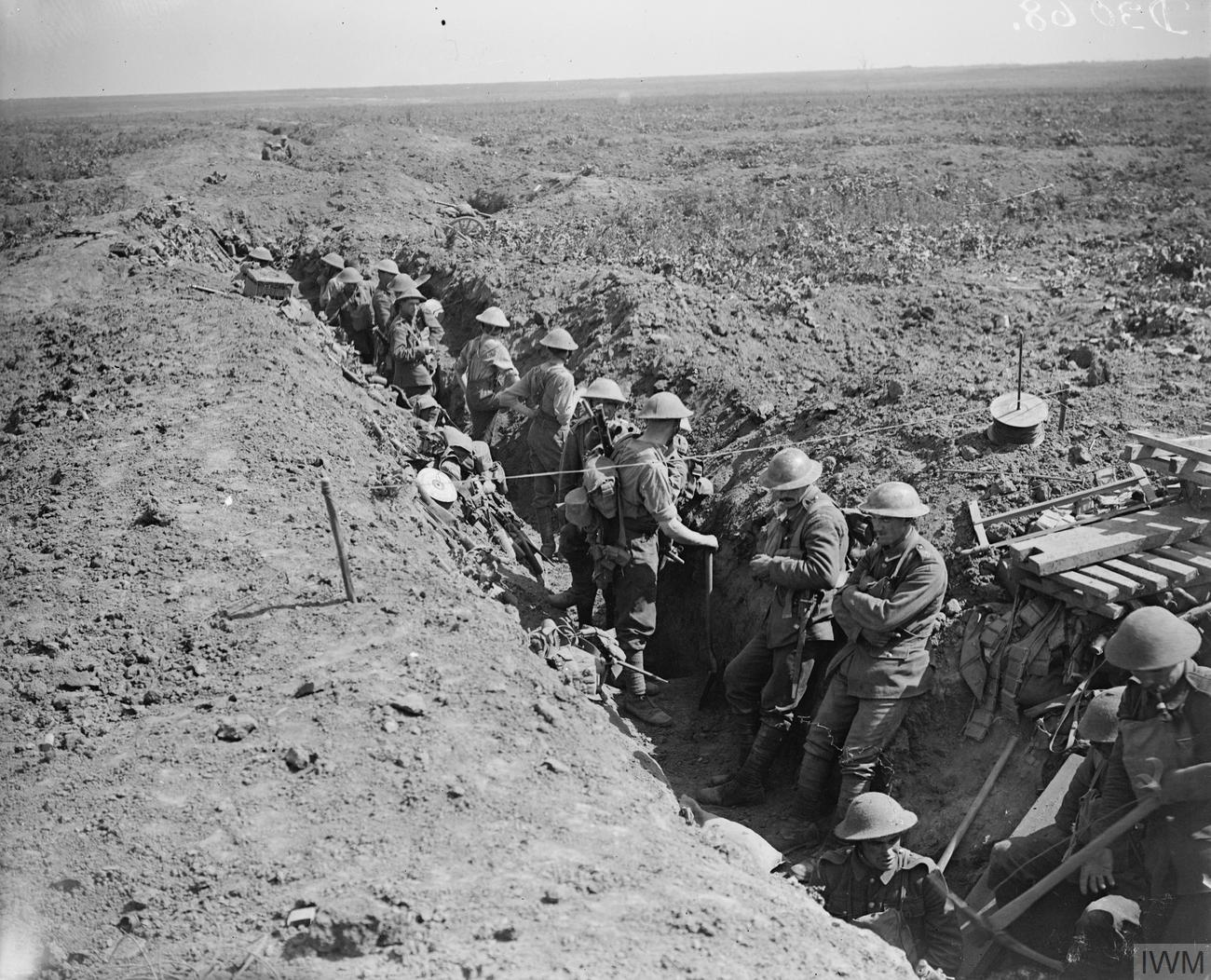
Атака на Муайенвиль. Солдаты Гренадерского гвардейского полка собираются в бывшей немецкой второй линии. Рядом с Курселем, Франция, 21 августа 1918 года

В августе 1914 года, когда началась Первая мировая война, Гренадерский гвардейский полк состоял из трёх батальонов. С началом военных действий были сформированы ещё 2 батальона, 4-й и 5-й (резервный), последний использовался для выполнения церемониальных обязанностей в Лондоне и Виндзоре во время войны. 2-й батальон был отправлен во Францию уже в августе, в октябре в Бельгию отбыл 1-й батальон. Они приняли участие в боевых действий раннего периода войны, известного как «Бег к морю», в течение которого батальоны участвовали в первой битве при Ипре. В феврале 1915 года был сформирован последний, пятый полк пешей гвардии, названный в знак признания значительного вклада валлийцев Валлийская гвардия. В новый полк из Гренадерской гвардии были переведены пять офицеров и 634 нижних чинаChappell, 1997, p. 5. Через некоторое время, было получено разрешение на формирование Гвардейской дивизии, детища военного министра лорда Китченера. Официально, Гвардейская дивизия была создана 18 августа 1915 года и состояла из трёх бригад, каждая включала четыре батальона. Впоследствии четыре батальона Гренадерской гвардии участвовали в ряде важных сражений, включая битвы у Лоса, на Сомме, при Камбре, у Арраса и на линии Гинденбурга. За время войны семь членов полка были удостоены Креста Виктории.

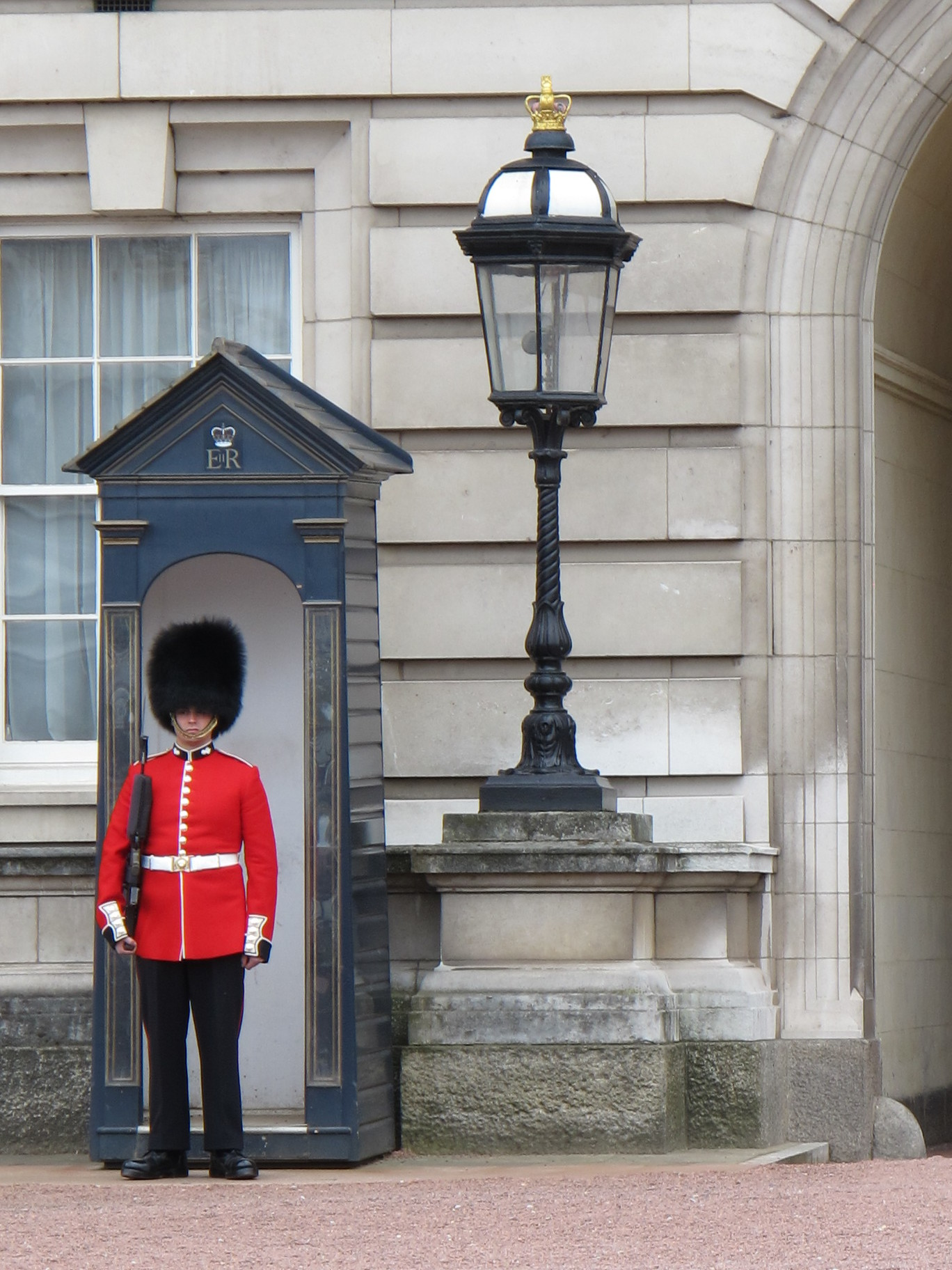
Гренадер-гвардеец в карауле за пределами Букингемского дворца

После перемирия с Германией в ноябре 1918 года полк вновь сократили до трёх батальонов, которые использовались в самых разных целях у себя дома в Соединённом Королевстве, а также во Франции, Турции и Египте.

### Вторая мировая война
Во время Второй мировой войны Гренадерский гвардейский полк был расширен до шести батальонов. Первое участие гвардейских гренадеров в войне пришлось на ранние этапы боевых действий, когда все три регулярные батальоны в конце 1939 года были отправлены во Францию в составе британских экспедиционных сил (BEF). 1-й и 2-й батальоны служили в составе 7-й пехотной бригады, которая также включала 1-й батальон Колдстримской гвардии, и входили в состав 3-й пехотной дивизии во главе с генерал-майором Бернардом Монтгомери. 3-й батальон был в составе 1-й гвардейской бригады, прикреплённой к 1-й пехотной дивизии под командованием генерал-майора Харольда Александера. По мере того как британские экспедиционные силы в ходе боёв во Франции отступали к Дюнкерку, эти батальоны, прежде чем сами были эвакуированы из Дюнкерка, сыграли значительную роль в поддержании репутации британской армии. После этого они вернулись в Великобританию, где готовились к обороне, ожидая возможного немецкого вторжения. В период с октября 1940 года по октябрь 1941 года были сформированы 4-й, 5-й и 6-й батальоны. Когда летом 1941 года возникла необходимость увеличить количество танковых и моторизованных подразделений британской армии многие пехотные батальоны были преобразованы в бронетанковые части. 2-й и 4-й батальоны Гренадерский гвардии были реорганизованы в бронетанковые, получив на вооружение танки, в то время как 1-й батальон стал моторизованным. 1-й (моторизованный) и 2-й (бронетанковый) батальоны вошли в состав 5-й гвардейской бронетанковой бригады, прикреплённой к Гвардейской бронетанковой дивизии. 4-й батальон входил в состав 6-й гвардейской танковой бригады. Впоследствии они участвовали в боевых действиях в Северо-Западной Европе 1944—1945 годов, приняв участие в битве за Кан, операции «Гудвуд», операции «Маркет Гарден», битве в Арденнах и Рейнландской кампании.

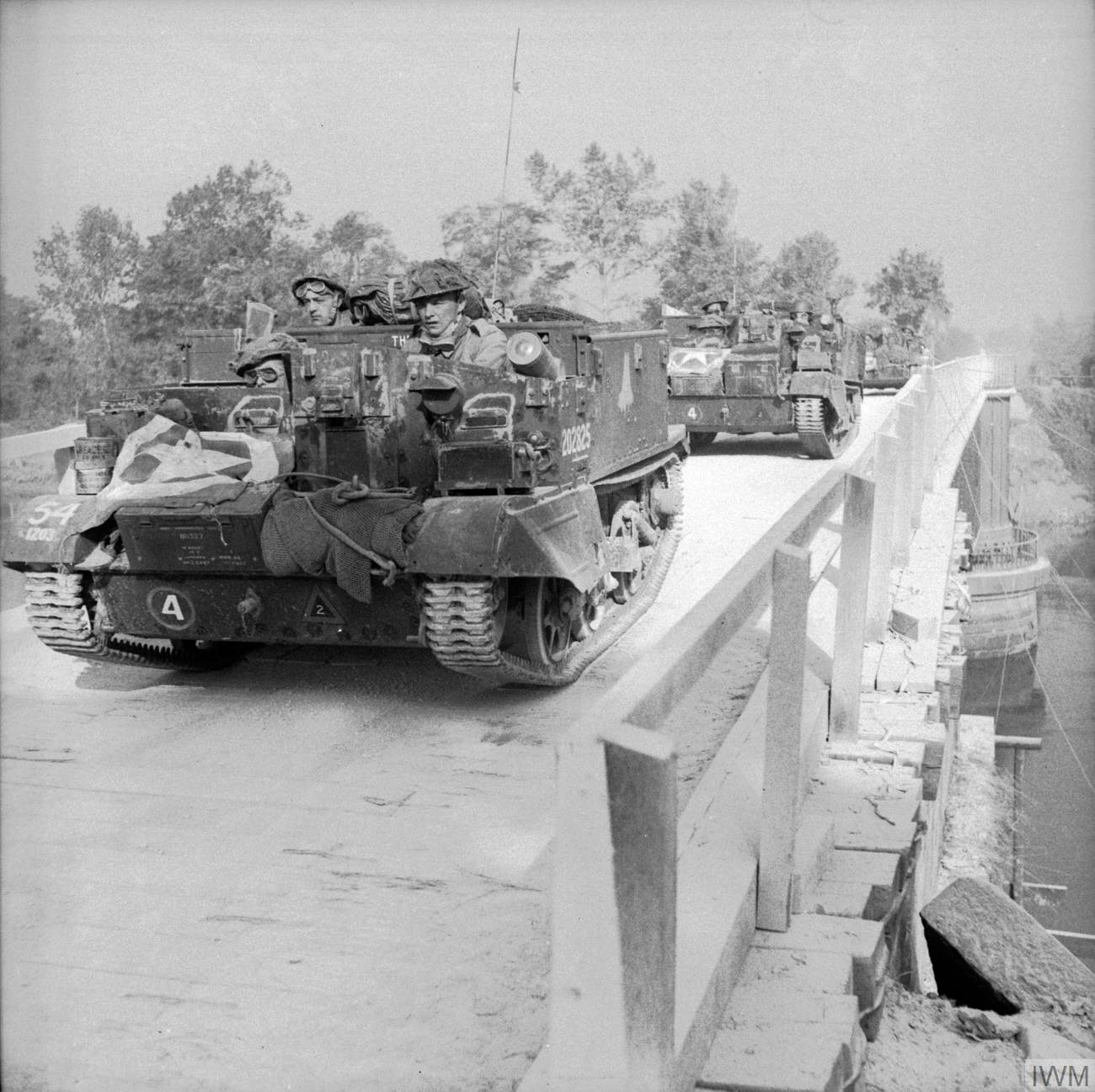
Универсальные транспортёры 1-го батальона Гренадерской гвардии на мосту Юстон, операция «Гудвуд», 18 июля 1944 года

3-й, 5-й и 6-й батальоны воевали в Северной Африке, приняв участие в заключительном этапе кампании в Тунисе в составе Первой британской армии, где они сражались у Махаз-эль-Баба и Линии Марет. 3-й, 5-й и 6-й батальоны принимали участие в итальянской кампании (1943—1945) у Салерно, Монте-Камино, Анцио, Монте-Кассино и вдоль Готской линии. Во время Тунисской кампании 3-й батальон в течение двух месяцев входил в состав 78-й пехотной дивизии, пока не был заменён на 38-ю (Ирландскую) бригаду и стал частью 6-й бронетанковой дивизии, в которой и оставался до конца война. 5-й батальон входил в состав 24-й пехотной бригады и был частью 1-й дивизии во время битвы за Анцио. Понеся большие потери он был выведен в тыл в марте 1944 года и распущен в том же году. 6-й батальон входил в состав 22-й гвардейской бригады, позже был включён в 201-ю гвардейскую моторизованную бригаду, с которой служил до конца 1944 года, когда батальон был расформирован в связи с острой нехваткой пополнения.
На протяжении всей войны два человека были награждены Крестом Виктории: ефрейтор Гарри Николс из 3-го батальона во время битвы при Дюнкерке и майор Уильям Сидни из 5-го батальона во время битвы за Анцио в марте 1944 года.

### В наши дни
В июне 1945 года, после окончания Второй мировой войны, 2-й и 4-й батальоны лишились танков и вновь стали пехотными. Вскоре полк вернулся к прежнему, трёхбатальонному составу. 6-й батальон был распущен ещё во время войны, 4-й и 5-й распустили уже после её окончания. Первоначально Гренадерская гвардия исполняла оккупационные обязанности в Германии, однако, в скором времени 3-й батальон был переброшен в Палестину, где пытался поддерживать мир до мая 1948 года, когда был заменён на 1-й батальон. В дальнейшем, батальоны Гренадерской гвардии служили в Малайе (1949 год), Триполи (1951 год) и на Кипре в 1956 году. В 1960 году, вскоре после возвращения с Кипра, 3-й батальон маршировал в последний раз, а затем был помещён в анабиоз. Для того чтобы сохранить обычаи и традиции батальона, одна из его компаний (рот), «Инкерманская» (англ. Inkerman Company), была включена в состав 1-го батальона.
С середины 1960-х годов 1-й и 2-й батальоны служили в Африке, Южной Америке и Северной Ирландии, где они выполняли миротворческие обязанности. Они также служили в рамках сил НАТО, дислоцированных в Германии во время «холодной войны». В 1991 году 1-й батальон, который в то время служил в Германии, был переброшен на Ближний Восток, где принимал участие в войне в Персидском заливе, а после возвращения в течение шести месяцев служил в Северной Ирландии.
В 1994 году в рамках реформы Британской армии, Гренадерский гвардейский полк был сокращён до одного батальона. 2-й батальон был введён в «анабиоз» и его цвета сохранились в специально сформированной независимой компании, которая была названа «Неймегенская». В результате этого полк был уменьшен до нынешнего состава: один полный батальон, Первый, состоящий из трёх стрелковых рот (Королевская компания, Компания № 2 и Инкерманская компания), компании поддержки и штабной компании в штаб-квартире, базирующихся в Веллингтоновских казармах (лондонский боро Вестминстер), и одной независимой компании, Неймегенской. Королева, как Шеф-Полковник Гренадерской гвардии, представила новые цвета Неймегенской компании в 2013 году.

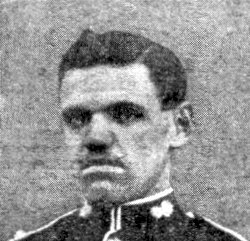
Эдвард Барбер, один из 14 гренадеров-гвардейцев, награждённых Крестом Виктории

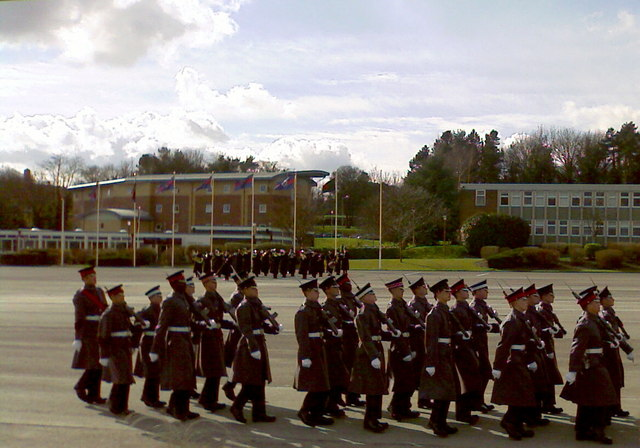
Строевая подготовка новобранцев на парадной площадке Каттерика

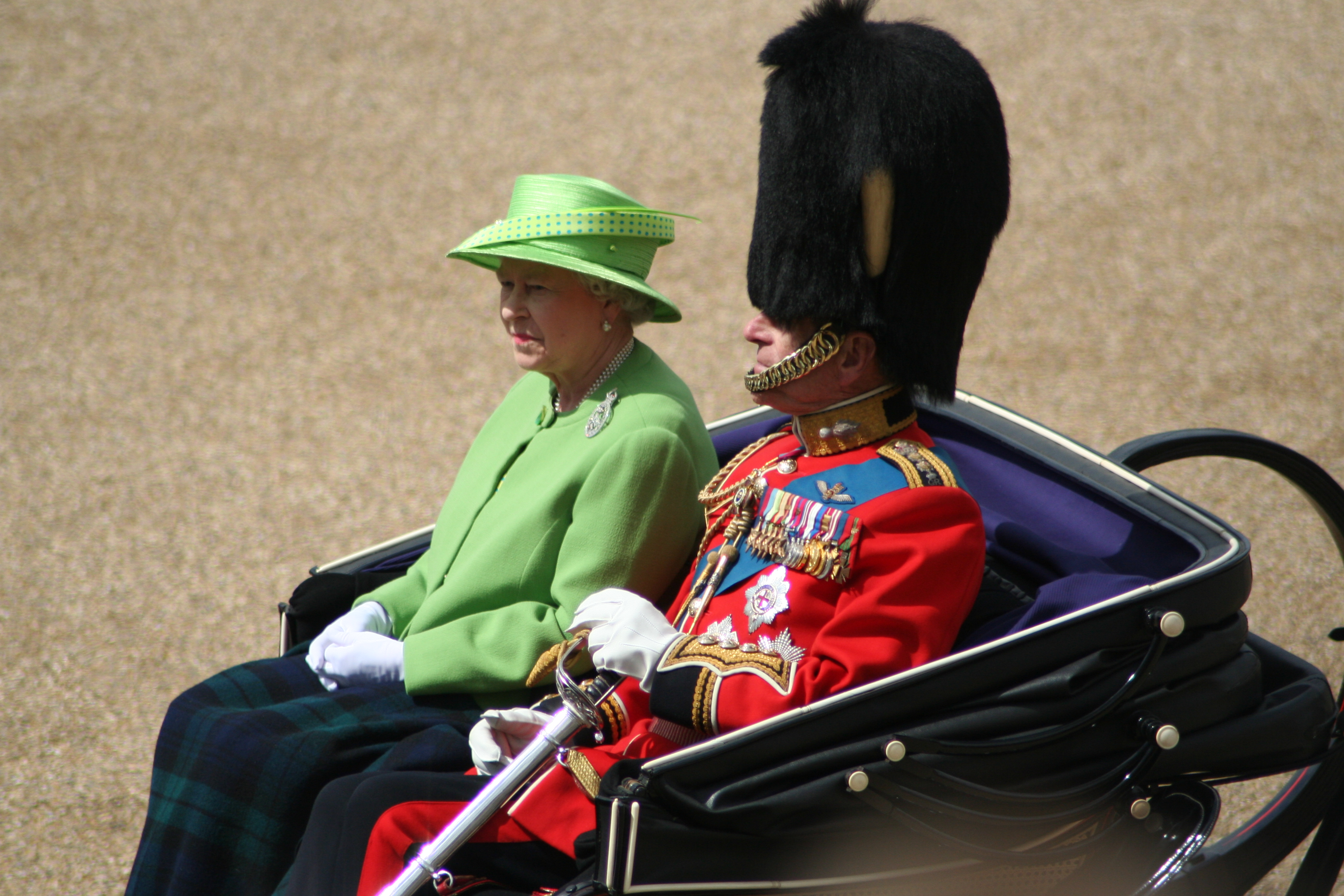
Шеф-Полковник Гренадерской гвардии вместе с командиром полка, 2007

В последние годы 1-й батальон принимал участие в военной операции британских войск в Ираке во время вторжения коалиционных сил в Ирак (2003), а также в операции «Херрик» во время войны в Афганистане.
Королевская компания Гренадерского гвардейского полка традиционно участвует в похоронах монархов, в частности, солдаты роты несут гроб с телом умершего.
Гренадерский и другие гвардейские полки имеют давнишнюю связь с Парашютным полком, элитной воздушно-десантной частью Британской армии. Гвардейцы, завершившие компанию «Пегасус», строгое обучение и отбор в Учебном центре пехоты (Каттерик, Северный Йоркшир), включаются в состав Гвардейского парашютного взвода (англ. Guards Parachute Platoon), который в настоящее время прикреплён к 3-му батальону Парашютного полка. Гвардейский парашютный взвод поддерживает традицию, заложенную в Независимой парашютной компании № 1 (гвардейской), которая была частью группы «Патфайндер» (англ. Pathfinder Group) 16-й парашютной бригады, впоследствии переименованной в 16-й десантно-штурмовую бригаду.

## Боевые награды
За всю историю Гренадерской гвардии её солдаты и офицеры получили 79 боевых орденов, которыми они были награждены за участие в следующих конфликтах:
- конфликты в районе Гибралтарского пролива
- Война за испанское наследство, в том числе
  - Битва при Ауденарде
- Война за австрийское наследство
- Наполеоновские войны, в том числе
  - Пиренейские войны
  - Ватерлоо
- Крымская война
- Восстание Ораби[англ.]
  - Англо-египетская война
- Суданская кампания
- Первая англо-бурская война
- Вторая англо-бурская война
- Первая мировая война (Западный фронт)
- Вторая мировая война, в том числе
  - Северная Африка
  - Италия
  - Северо-западная Европа
- Война в Персидском заливе
- Война в Ираке
- Война в Афганистане

## Обучение
Новобранцы Гвардейской дивизии, в состав которой входит и Гренадерская гвардия, должны пройти через тридцать недель изнурительной программы обучения в Учебном центре пехоты (Каттерик, Северный Йоркшир). Обучение гвардейцев длится на две недели дольше, чем тренировки новобранцев обычных пехотных полков британской армии; дополнительное обучение осуществляется на протяжении всего курса и включает строевую подготовку и церемонии.

## Шеф-Полковник
Шеф-Полковниками Гренадерской гвардии, как правило, были английские монархи, в том числе, Эдуард VII, Георг V, Эдуард VIII, Георг VI.

## Полковники
Ниже приведён список лиц, которые в разное время командовали Гренадерской гвардией:
- 1656 — Томас Уэнтуорт;[~ 1]
- 1660 — достопочтенный Джон Рассел;[~ 2]
- 1681 — Генри Фицрой, 1-й герцог Графтон;
- 1688 — Эдвард Ли, 1-й граф Личфилд;
- 1688 — Генри Фицрой, 1-й герцог Графтон;
- 1689 — Генри Сидней, 1-й граф Ромни[англ.];
- 1690 — Чарльз Шомберг, 2-й герцог Шомберг[англ.];
- 1693 — Генри Сидней, 1-й герцог Ромни;
- 1704 — Джон Черчилль, 1-й герцог Мальборо;
- 1712 — Джеймс Батлер, 2-й герцог Ормонд;
- 1714 — Джон Черчилль, 1-й герцог Мальборо;
- 1722 — Уильям Кадоган, 1-й граф Кадоган;
- 1726 — сэр Чарльз Уиллс[англ.];
- 1742 — принц Уильям Август, герцог Камберлендский;
- 1757 — Джон Лигонье, 1-й граф Лигонье;
- 1770 — принц Уильям Генри, герцог Глостерский и Эдинбургский;
- 1805 — Фредерик, герцог Йоркский и Олбани;
- 1827 — Артур Уэлсли, 1-й герцог Веллингтон;
- 1852 — принц-консорт Альберт Саксен-Кобург-Готский;
- 1861 — принц Георг, герцог Кембриджский;
- 1904 — принц Артур, герцог Коннаутский и Страхарнский;
- 1942 — принцесса Елизавета;
- 1952 — Джордж Джеффрис, 1-й барон Джеффрис[англ.];
- 1960 — сэр Аллан Генри Шафто Адэр, 6-й баронет[англ.];
- 1975 — Принц Филипп, герцог Эдинбургский.

Сноски
1. ↑  Полковник «полка лорда Уэнтуорта» ((Fraser 1998, С. 39))
2. ↑  Полковник Гвардейского полка Джона Рассела, объединённый с «полком лорда Уэнтуорта» в 1665 году ((Fraser 1998, С. 39))

## Марши
Медленный полковой марш «Сципион» был взят из одноимённой оперы Георга Фридриха Генделя, вдохновлённого подвигами римского полководца Сципиона Африканского. Первое исполнение «Сципиона» датируется 1726 годом. Фактически, Гендель сочинил медленный марш именно для гвардии, представив его вначале в полк, а уже потом добавил его к партитуре оперы.
Быстрый полковой марш «Британские гренадеры» с XVIII века служит маршем британских и канадских гренадеров, а также артиллеристов и инженерных частей. Известен с XVII века как песня под названием «The New Bath», написанная по мотивам голландского «Марша молодого принца Фрисландии» (нидерл. Mars van de jonge Prins van Friesland).